# Пулариани, Иосиф Мефодиевич
Иосиф Мефодиевич Пулариани (1895 год, село Дими, Кутаисский уезд, Кутаисская губерния, Российская империя — дата смерти неизвестна, село Дими, Маяковский район, Грузинская ССР) — звеньевой колхоза имени Калинина Маяковского района, Грузинская ССР. Герой Социалистического Труда (1949).

## Биография
Родился в 1895 году в крестьянской семье в селе Дими Кутаисского уезда. Окончил местную сельскую школу. Трудился в личном сельском хозяйстве.
После коллективизации трудился рядовым колхозником в колхозе имени Калинина Багдатского района (с 1940 года — Маяковский район). В послевоенное время — звеньевой в этом же колхозе.
В 1948 году звено под его руководством собрало в среднем с каждого гектара по 103,2 центнера винограда с площади 3 гектара. Указом Президиума Верховного Совета СССР от 9 августа 1949 года удостоен звания Героя Социалистического Труда за «получение высоких урожаев винограда в 1948 году» с вручением ордена Ленина и золотой медали «Серп и Молот» (№ 4323).
Этим же Указом званием Героя Социалистического Труда были награждены труженики колхоза имени Калинина бригадиры Георгий Лукич Пулариани, Александр Ильич Горгодзе, звеньевые Аркадий Михайлович Грдзелидзе, Александр Григорьевич Мушкудиани, Давид Валерианович Тевдорадзе и Давид Иванович Чрелашвили.
Проживал в родном селе Дими Маяковского района (сегодня — Багдатский муниципалитет). Дата его смерти не установлена.
Награды
- Герой Социалистического Труда
- Орден Ленина — дважды (1949; 05.09.1950).